# 圖拉兵工廠
图拉兵工厂（羅馬化：Tulsky Oruzheiny Zavod）是俄罗斯一个重要的武器制造商，由彼得大帝在1712年建立，位于图拉市。该厂建立时名为图拉军火库；苏联时期更名为图拉兵工厂。 在其整个历史上，它都在为俄罗斯生产武器。

## 历史[5]
图拉武器厂于1712年2月15日根据彼得大帝的法令成立，并于1993年转变为股份制公司，是公认的俄罗斯军事和两用技术中心之一。

### 18世纪
1720年，对于俄罗斯军队的武器，该工厂生产了2.2万支轻型步兵和龙骑兵步枪，燧发枪。
1749年，该工厂开始大规模生产冷兵器，如短刀，军刀，大刀和剑。
在18世纪下半叶，对艺术装饰武器的需求迅速增加令图拉武器厂蓬勃发展。

### 20世纪
1912年2月15日，俄罗斯帝国政府为庆祝图拉武器厂200周年纪念，为其创始人 - 彼得一世的纪念碑揭幕。

### 第二次世界大战
在第二次世界大战期间，德国军队入侵苏联(俄罗斯)。到1941年12月5日，德国第2装甲师已经进入距离图拉几公里的地方，迫使苏联撤离图拉武器厂到乌拉尔地区。因此，同时期生产的武器远少于其他苏联工厂，如伊热夫斯克机械厂。因此，收藏家认为第二次世界大战的图拉武器更有价值。
1941年至1945年，在“Всё для фронта! Всё для победы!”（一切为了前线，一切为了胜利）的口号下，图拉枪械制造了莫辛-纳甘步枪，SVT-40自动步枪，ShVAK航空机枪，Nagant左轮手枪和托卡列夫TT手枪。
在苏德战争期间的表现卓越，该工厂的27名员工获得了苏联英雄的称号。

### 冷战
在冷战期间，图拉对苏联具有战略重要性。因为得益于图拉州的矿产，铁路交通以及奥卡河。
冷战时期是各种运动和狩猎武器的富有成效的时期。在这些年里生产了多种型号枪支，如无锤双管霰弹枪T03-25，双锤霰弹枪“BM”，小口径步枪TOZ-8M，TOZ-12，TOZ-16，TOZ-18。与此同时，该工厂还生产了西蒙诺夫SKS卡宾枪。
1965年，设计师NI Korovyakov和VP Ochneva创造了一种可靠的双管立式霰弹枪TOZ-34。
在1961年至1982年期间，该工生产的产品有：
- 卡拉什尼科夫突击步枪，六种不同的型号。
- 反坦克导弹的9M14 Malyutka，9M133短號反坦克飛彈，9M113 Konkurs。
- GP-25榴弹发射器。
- 奥运会上用于50米手枪比赛的TOZ-35比赛“自由手枪”。

## 产品
在苏联早期到中期，图拉武器厂生产各种军用步枪，包括莫辛纳甘步枪，SVT-40，SKS和AK-47。它还生产了纳甘M1895左轮手枪。
如今图拉武器厂产品线分为军用武器和民用武器两部分。

## 服务[7]
针对消费者，图拉武器厂提供的服务有

### 武器售卖

##### 俄罗斯国内
仅限于俄罗斯联邦内注册的法律实体，并且需要
- 实体法人登记证书

- 武器贸易许可证（单独用于滑膛和膛线武器）

## 工人福利[8]
根据图拉武器长招募的条件规定：
对于从高等和中等职业学校毕业的年轻技术人员：
- 入职支付5,000卢布的一次性福利，
- 每月补贴费为1 500卢布。 （35岁以前）
- 第一次结婚可以获得5000卢布的物质援助。
- 在每个孩子出生时有5,000卢布的物质援助。